# Вълчо Тамахкяров
Вълчо Т. Тамахкяров е български революционер, малкотърновски селски войвода на Вътрешната македоно-одринска революционна организация.

## Биография
Вълчо Тамахкяров е роден в малкотърновското село Паспалово. Присъединява се към ВМОРО и в родното си село действа като секретар на революционния комитет и войвода на смъртна дружина. Заловен е от турски башибозук и е убит по зверски начин през юни 1903 година, заедно със съселяните си Вълчо Петров, Груд Славов, Станимир Желязков, както и пребиваващия в селото Дико Милев от Малко Търново..